# Tentakel (plant)

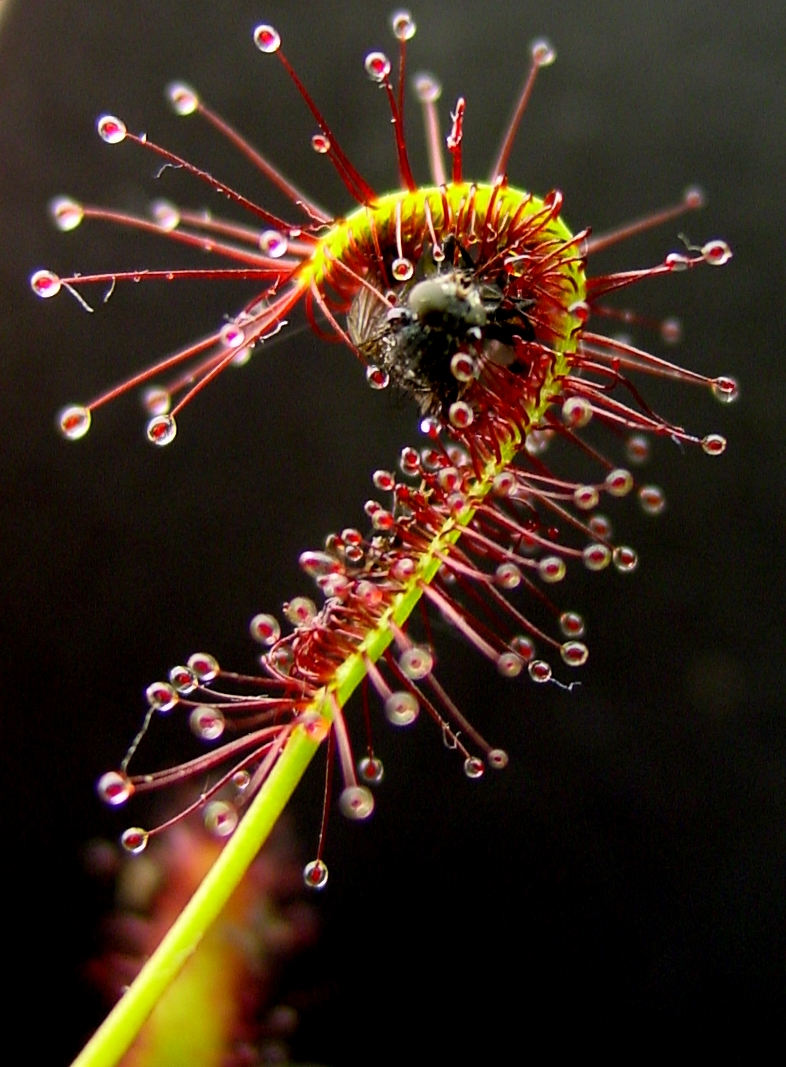
Blad en klierharen van Kaapse zonnedauw (Drosera capensis).

Een tentakel is een klierhaar op de bladeren van insectivore planten. Bij deze vleesetende planten zijn dit de beslopen klieren van de epidermis van de bladeren. Zij zijn haarvormig en produceren een op nectar gelijkende lijm die insecten aantrekt. Wanneer een insect wordt gevangen, buigen de klierharen naar binnen en scheiden ze spijsverteringsenzymen af, zodat het insect opgelost wordt.